# 危宿增十
危宿增十（飛馬座20），又名BD+12 4737，HD 209166、SAO 107587、HR 8392，是飛馬座的一颗恒星，视星等为5.6，位于銀經71.68，銀緯-32.32，其B1900.0坐标为赤經21h 56m 13s，赤緯+12° -32.32′ 27″。